# 和光大事件
和光大事件（わこうだいじけん）とは、東京都の和光大学構内において、1985年2月5日に革マル派（日本革命的共産主義者同盟革命的マルクス主義派）によって発生した内ゲバ事件である。
この事件の判例（1996年（平成8年）1月29日最高裁判所第一小法廷決定、刑集50巻1号1頁）は、準現行犯逮捕（刑事訴訟法212条2項）の要件である、「罪を行い終わってから間がないと明らかに認められるとき」の範囲、および、令状によらない差押・捜索・押収を認めた刑事訴訟法220条1項2号の規定における、「逮捕の現場」の意味を明らかにしたものとして知られる。

## 事件の概要
革マル派の多数の構成員は、対立する中核派の構成員に危害を与える内ゲバ事件を和光大学構内で引き起こした。この襲撃により双方に重軽傷者が数多く出たが、この事件で問題になったのは、革マル派のうち兇器準備集合および傷害の罪で逮捕起訴された被告人A・B・C3名が、逮捕手続に違法性があるとして争ったことである。
被告人らが準現行犯逮捕に至る経緯は次のようなものであった。まず事件現場から直線距離で4km離れた派出所で勤務していた警察官が、内ゲバ事件発生の一報を受け逃走犯人がいないか警戒していたところ、事件発生1時間後に被告人Aが靴も泥まみれのうえ雨の中傘もささず、ずぶ濡れで通り過ぎようとしたので職務質問をしようとしたところ、Aは逃走した。300m追跡して追いついた警官が職務質問をはじめたが、Aは抵抗し、Aが篭手をしていたため、事件に関係していたとして準現行犯逮捕した。またB・Cの2名は事件後1時間40分後に現場から4km離れた別の場所で警戒していた警察官が職務質問しようとしたが、いずれも逃亡を図ったため追跡したところ、やはり泥まみれの靴でずぶ濡れのうえに、Cは顔面に傷があるうえに血が混じった唾を吐いていたために、事件の関与が明らかであるとして逮捕された。これらの準現行犯逮捕が事件現場から時間的場所的に遠い地点で行われたために争いとなった。
さらに、被告人らが令状なしに所持品等の差押を受けるに至る経緯は次のようなものであった。被告人Aが装着していた籠手及び被告人B・Cがそれぞれ持っていた所持品（バッグ等）は、いずれも逮捕の時に警察官らがその存在を現認したものの、差押は逮捕後直ちにではなく、被告人Aの逮捕場所からは約500メートル、被告人BCの逮捕場所からは約3キロメートルの直線距離がある警視庁町田警察署に各被告人を連行した後に行われた。この点が刑訴法220条1項2号にいう「逮捕の現場」の解釈に関連して争われることとなった。

## 下級審における判断
第1審は、準現行犯が違法であるなどとして、これによって得られた証拠の証拠能力を否定して無罪としたが、控訴審においては、これらの捜査は適法であるとして、被告人らを有罪とした。

## 決旨
上告棄却（全員一致）。

### 準現行犯逮捕について
犯行終了の約1時間ないし1時間40分後に、犯行現場からいずれも約4kmはなれた地点で、警察官がそれぞれ被疑者らを発見し、その挙動や着衣の汚れ等を見て職務質問のため停止するように求めたところ、いずれも逃走し、かつ、籠手を腕に付けている、顔に新しい傷があるなどの事実関係の下であれば、被告人3名に対する本件各逮捕は、いずれも刑訴法212条2項2号ないし4号にあたる者が「罪を行い終わってから間がないと明らかに認められるとき」にされたものであるといえる。

### 所持品の差押について
刑訴法220条1項2号によれば、捜査官は被疑者を逮捕する場合において必要があるときは逮捕の現場で捜索、差押え等の処分をすることができるところ、右の処分が逮捕した被疑者の身体又は所持品に対する捜索、差押えである場合においては、逮捕現場付近の状況に照らし、被疑者の名誉等を害し、被疑者らの抵抗による混乱を生じ、又は現場付近の交通を妨げるおそれがあるといった事情のため、その場で直ちに捜索、差押えを実施することが適当でないときには、速やかに被疑者を捜索、差押えの実施に適する最寄りの場所まで連行した上、これらの処分を実施することも、同号にいう「逮捕の現場」における捜索、差押えと同視することができ、適法な処分と解するのが相当である。
被告人Aが本件により準現行犯逮捕された場所は店舗裏搬入口付近であって、逮捕直後の興奮さめやらぬ同被告人の抵抗を抑えて籠手を取上げるのに適当な場所でなく、逃走を防止するためにも至急同被告人を警察車両に乗せる必要があった上、警察官らは、逮捕後直ちに右車両で同所を出発した後も、車内において実力で籠手を差し押さえようとすると、同被告人が抵抗して更に混乱を生ずるおそれがあったため、そのまま同被告人を右警察署に連行し、約五分を掛けて同署に到着した後間もなくその差押えを実施したというのである。また、被告人B、Cが本件により準現行犯逮捕された場所も、道幅の狭い道路上であり、車両が通る危険性等もあった上、警察官らは、右逮捕場所近くの駐在所でいったん同被告人らの前記所持品の差押えに着手し、これを取り上げようとしたが、同被告人らの抵抗を受け、更に実力で差押えを実施しようとすると不測の事態を来すなど、混乱を招くおそれがあるとして、やむなく中止し、その後手配によって来た警察車両に同被告人らを乗せて右警察署に連行し、その後間もなく、逮捕の時点からは約1時間後に、その差押えを実施したというのである。
以上のような本件の事実関係の下では、被告人三名に対する各差押えの手続は、いずれも、逮捕の場で直ちにその実施をすることが適当でなかったため、できる限り速やかに各被告人をその差押えを実施するのに適当な最寄りの場所まで連行した上で行われたものということができ、刑訴法220条1項2号にいう「逮捕の現場」における差押えと同視することができるから、右各差押えの手続を適法と認めた原判断は、是認することができる。

## 参照条文
- 刑事訴訟法
  - 212条2項　左の各号の一に当たる者が、罪を行い終つてから間がないと明らかに認められるときは、これを現行犯人とみなす。
    - 一　犯人として追呼されているとき。
    - 二　贓物又は明らかに犯罪の用に供したと思われる兇器その他の物を所持しているとき。
    - 三　身体又は被服に顕著な証跡があるとき。
    - 四　誰何されて逃走しようとするとき。

  - 213条　現行犯人は、何人でも、逮捕状なくしてこれを逮捕することができる。
  - 220条　検察官、検察事務官又は司法警察職員は、（中略）現行犯人を逮捕する場合において必要があるときは左の処分をすることができる。（以下略）
    - 一　人の住居又は人の看守する邸宅、建造物若しくは船舶内に入り被疑者の捜索をすること。
    - 二　逮捕の現場で差押、捜索又は検証を行うこと。